# Liste des ports d'Algérie
L’Algérie dispose d’une façade maritime de 1 622 km, composée de 11 ports de commerce, et 46 ports de pêche et de plaisance répartis sur 14 wilayas côtières, détenus et gérés par le Groupe de services portuaires (Groupe SERPORT (en)).
| Symbole            | Signification     |
| ------------------ | ----------------- |
| Port de Fret       | Port de commerce  |
| Port de Pêche      | Port de pêche     |
| Port de passagers  | Port de passagers |
| Port de croisières | Port de croisière |
| Port de Plaisance  | Port de plaisance |
| Port militaire     | Port militaire    |

## Les ports par wilaya

### Wilaya de Chlef

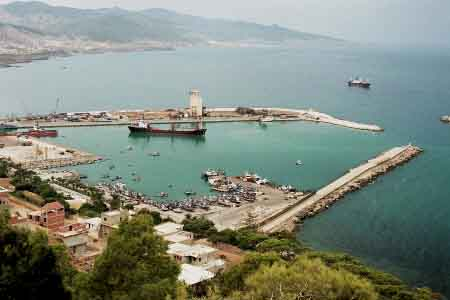
Port de Ténès.

La wilaya de Chlef comprend plusieurs ports.
- Port d'El Marsa
- Port de Ténès [3]
- Port de Beni Haoua
- Port de Sidi Abderrahmane

### Wilaya de Béjaïa

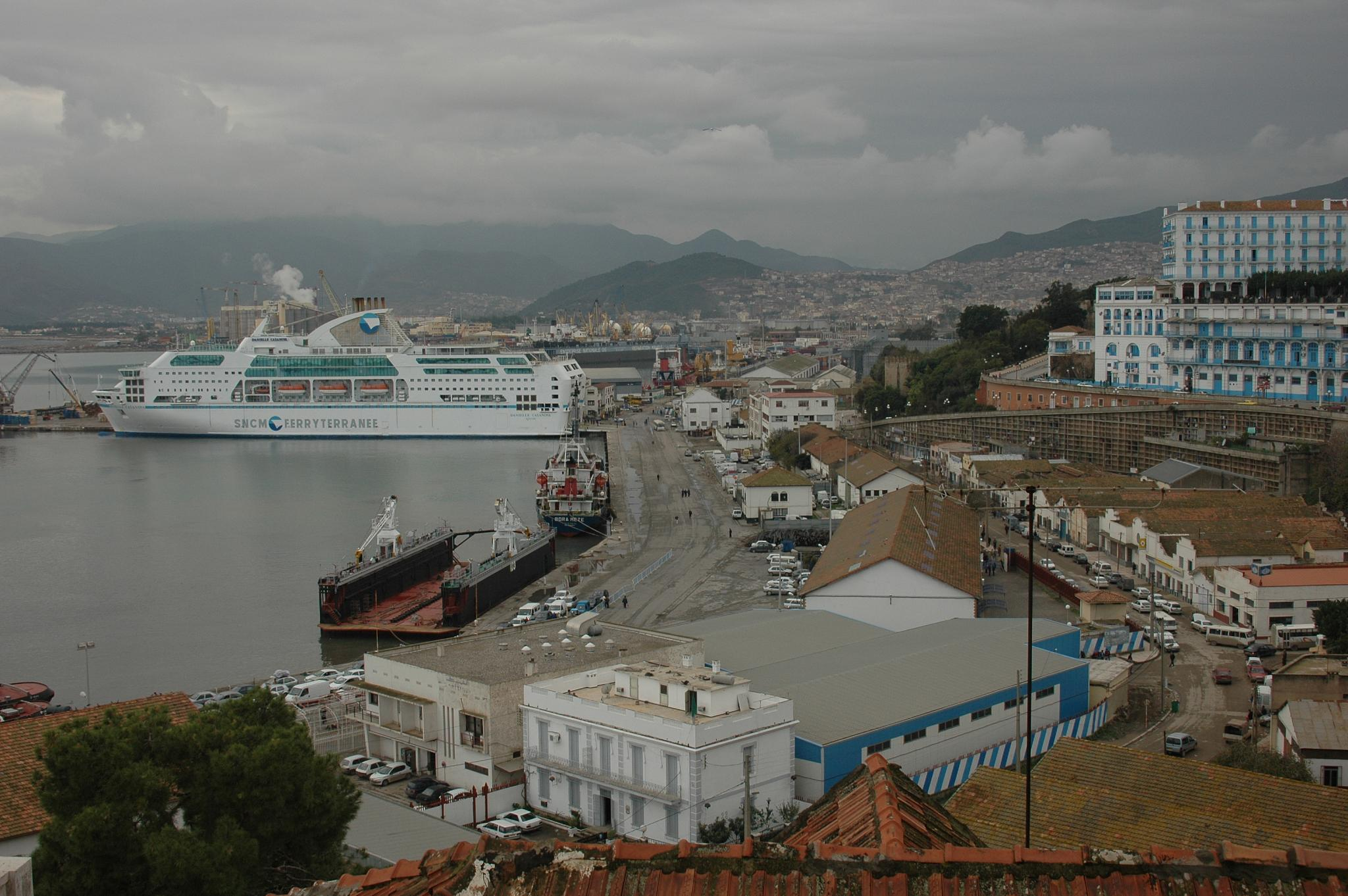
Port de Béjaïa.

La wilaya de Béjaïa comprend plusieurs ports.
- Port de Béjaïa [4]
- Port de Beni Ksila (ar)
- Port de Tala Ilef (ar)

### Wilaya de Tlemcen

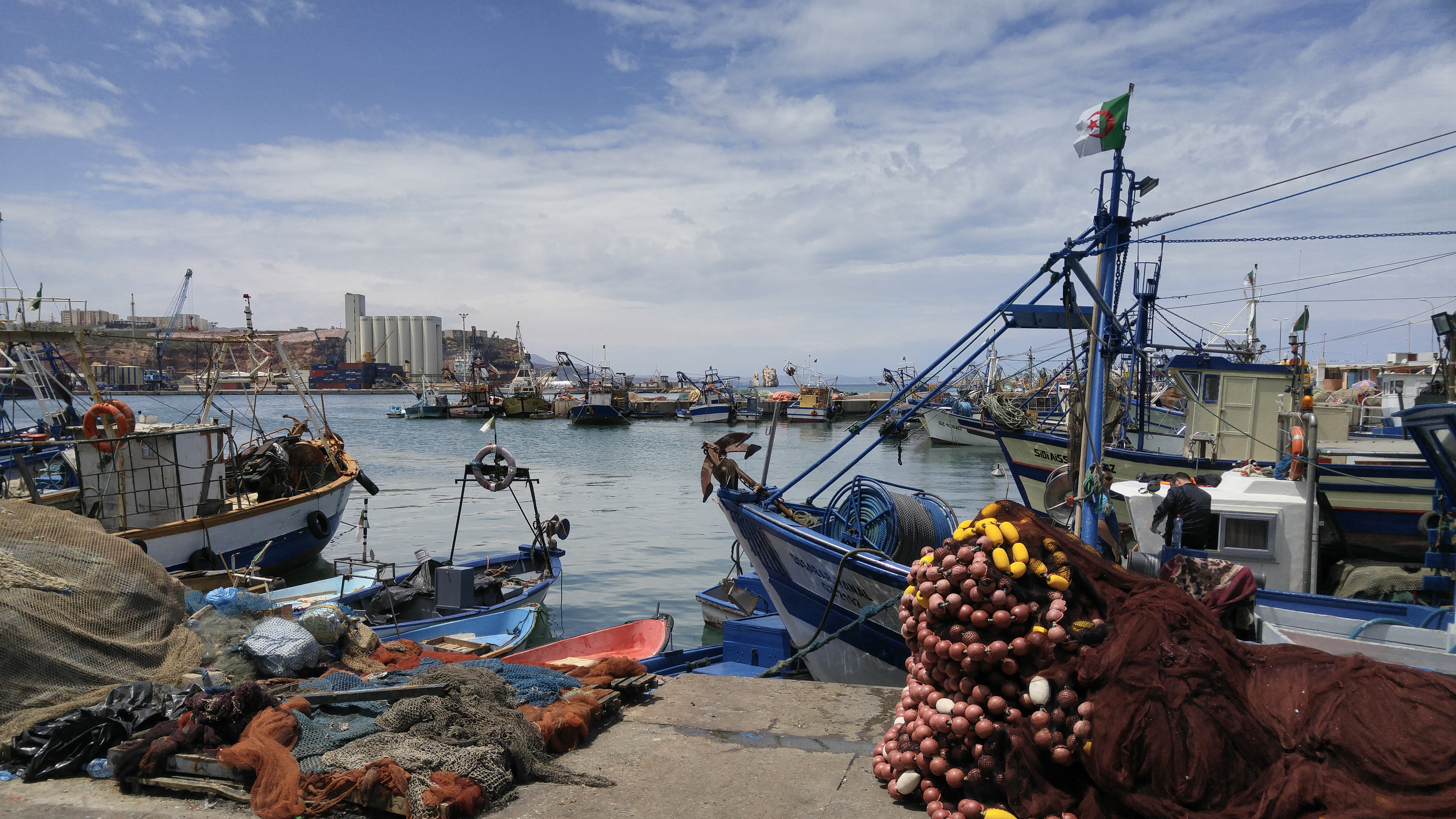
Port de Ghazaouet.

La wilaya de Tlemcen comprend plusieurs ports.
- Port de Sidna Youchaa[5].
- Port de Ghazaouet   [6]
- Port de Honaïne
- Port de Marsa Ben M'Hidi

### Wilaya de Tizi Ouzou

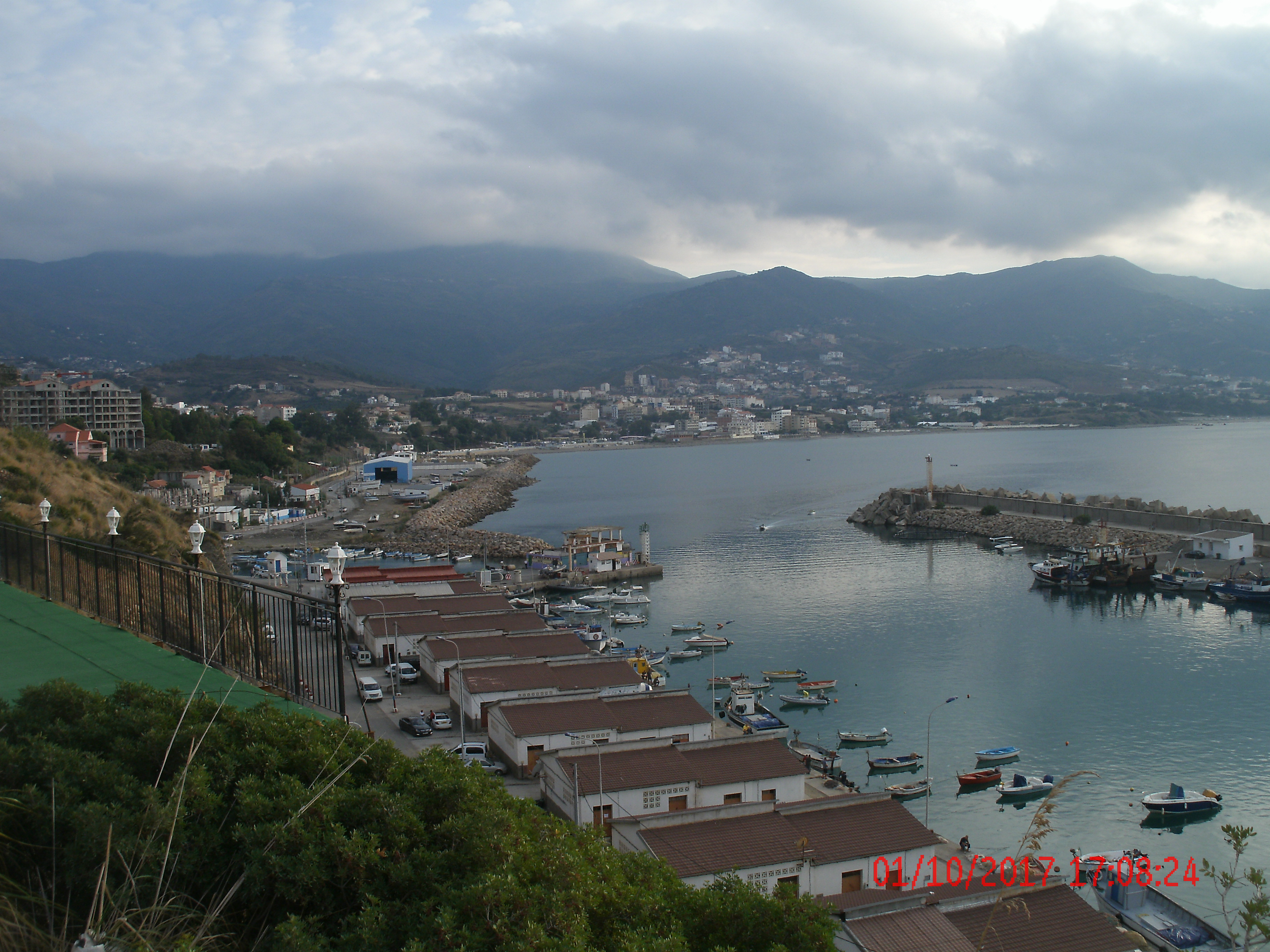
Port d'Azeffoun.

Le littoral de la wilaya de Tizi Ouzou comprend les deux ports suivants :
- Port d'Azeffoun (ar)
- Port de Tigzirt (ar) Port de Tigzirt

### Wilaya d'Alger

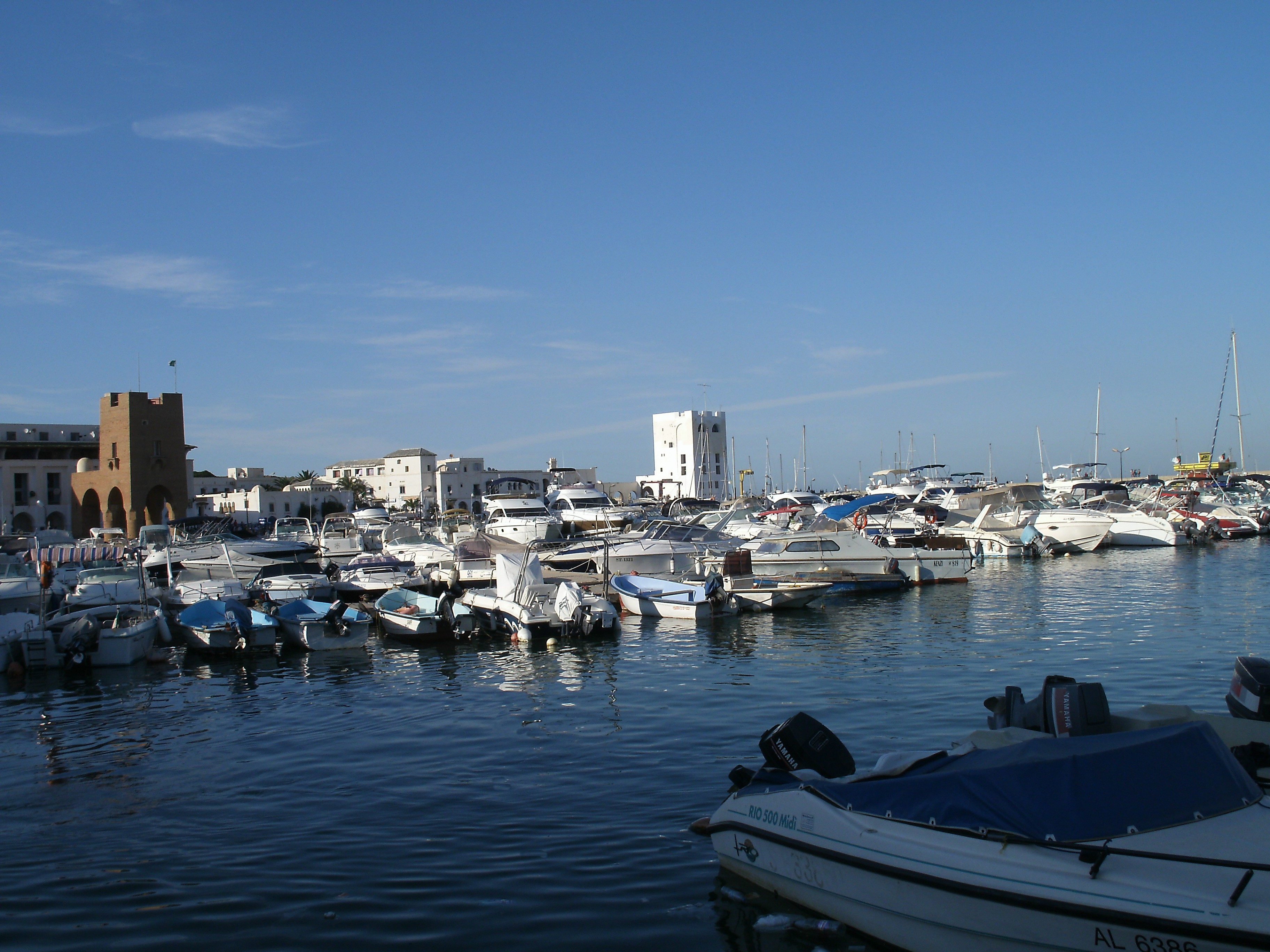
Port de Sidi Ferruch.

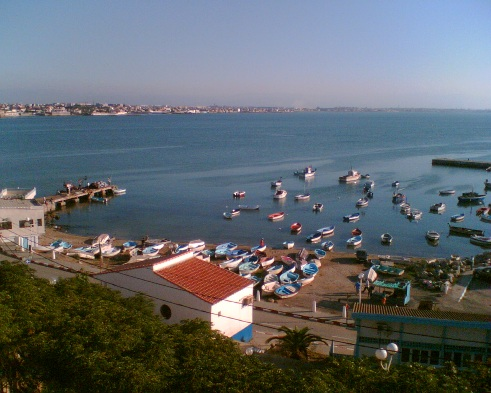
Port de Tamentfoust.

Le littoral de la wilaya d'Alger comprend les six ports suivants :
- Port d'Alger  [7]
- Port d'El Djamila
- Port d'El Marsa
- Port de Raïs Hamidou
- Port de Sidi Fredj
- Port de Tamentfoust (ar)

### Wilaya de Jijel

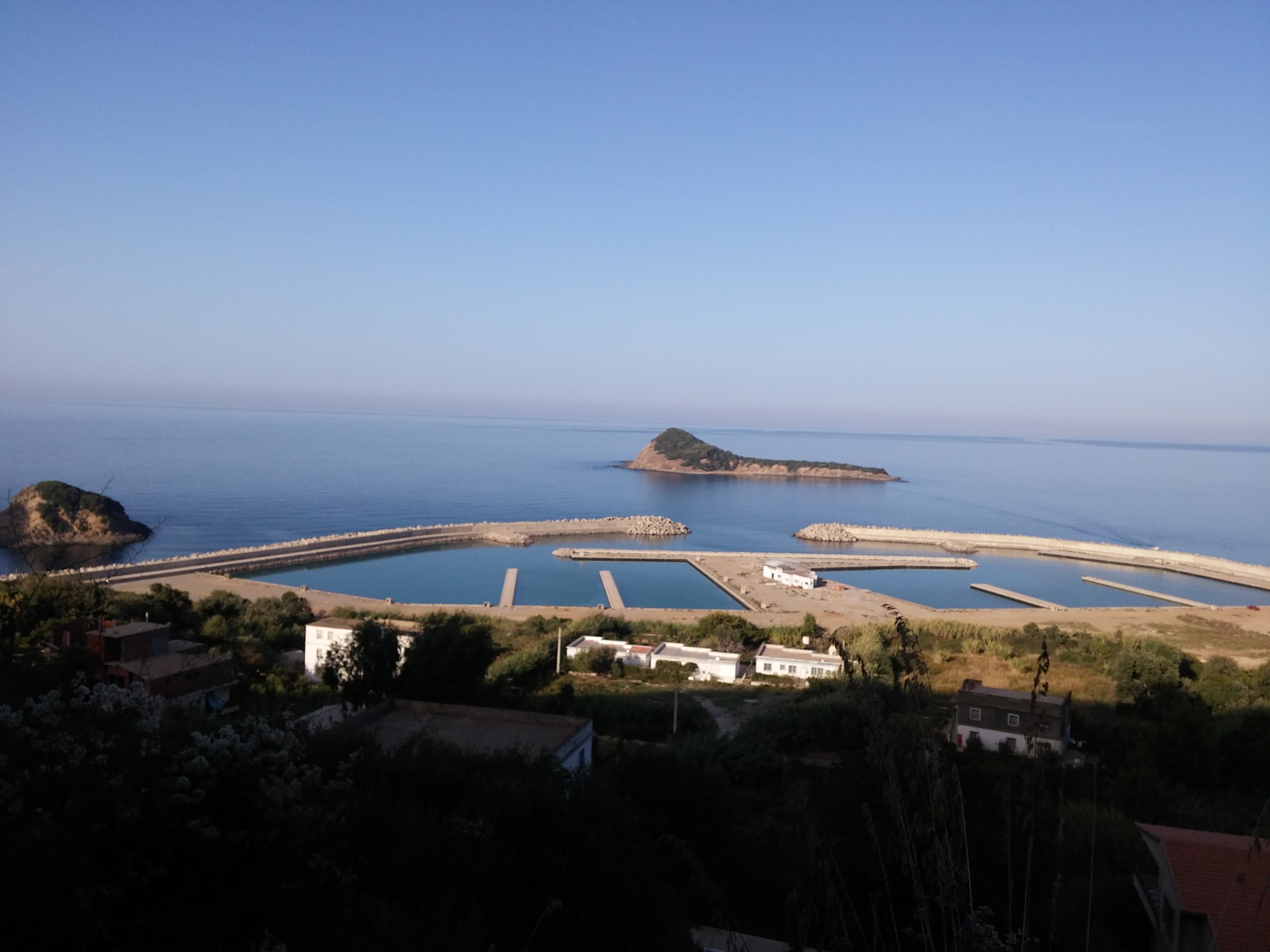
Port d'El Aouana.

La wilaya de Jijel comprend plusieurs ports.
- Port de Djen Djen [8]
- Port d'El Aouana
- Port de Boudis[9].
- Port de Ziama Mansouriah

### Wilaya de Skikda

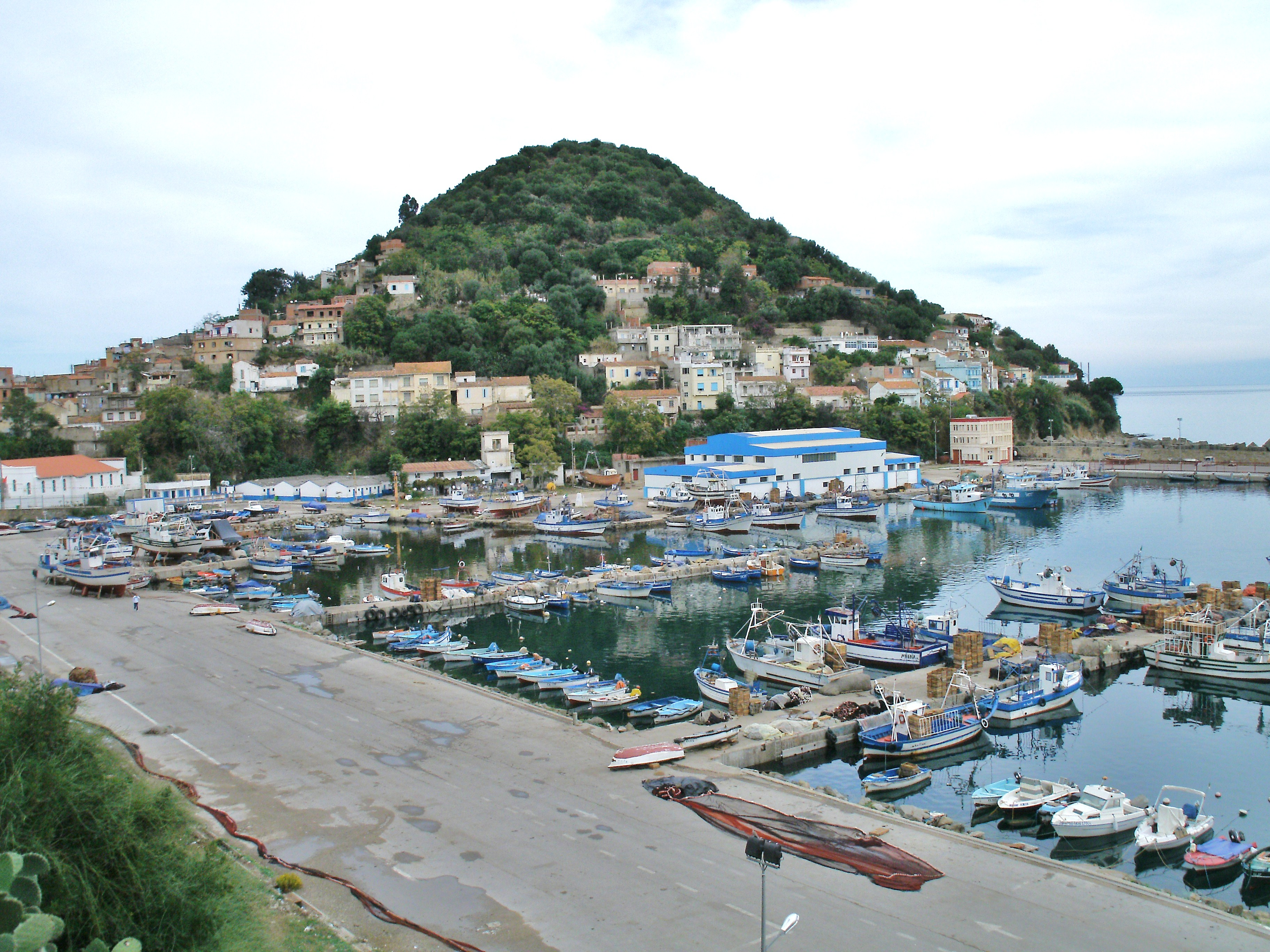
Port de Collo.

La wilaya de Skikda comprend plusieurs ports.
- Port de Collo
- Port d'El Marsa
- Port de Skikda [10]
- Port de Stora[11].
- Port d’Oued Zhour[12].

### Wilaya d'Annaba

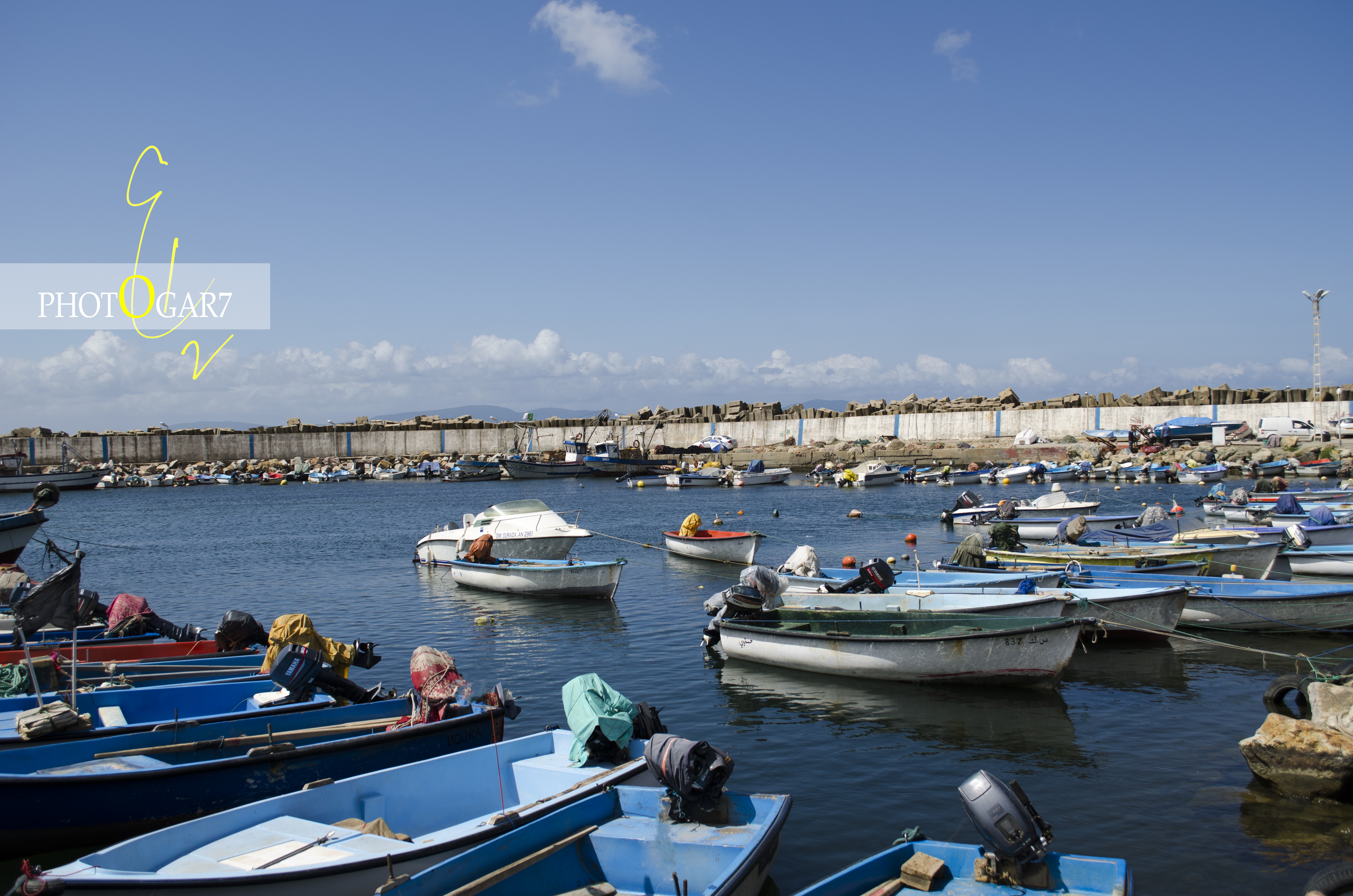
Port de Chetaïbi.

La wilaya d'Annaba comprend plusieurs ports.
- Port d'Annaba [13]
- Port de Chetaïbi

### Wilaya de Mostaganem

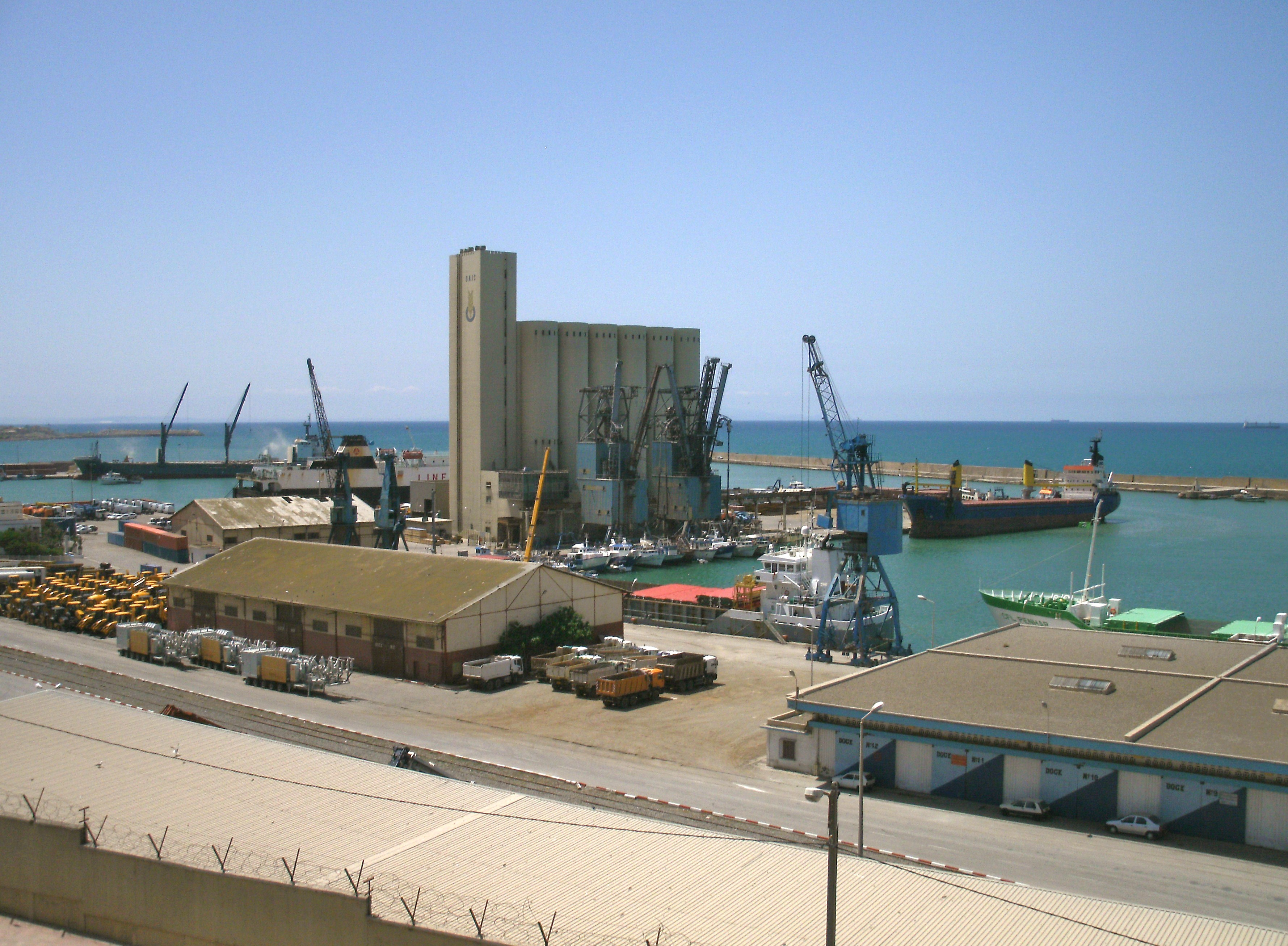
Port de Mostaganem

La wilaya de Mostaganem comprend plusieurs ports.
- Port de Mostaganem [14]
- Port de Salamandre
- Port de Sidi Lakhdar

### Wilaya d'Oran

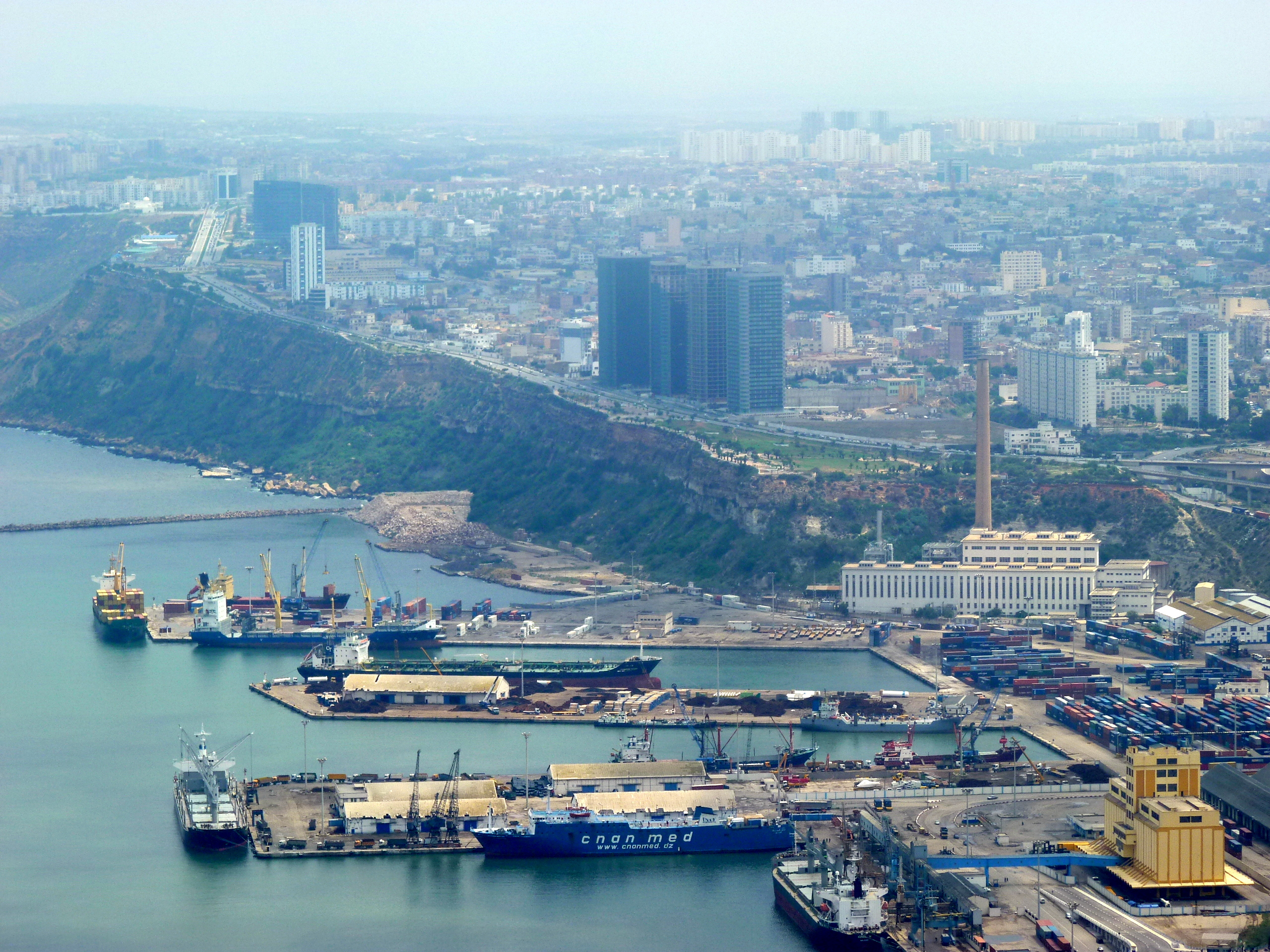
Port d'Oran.

La wilaya d'Oran comprend plusieurs ports.
- Port d'Arzew [15]
- Port de Kristel
- Port de Marsat El Hadjadj
- Port de Bethioua
- Port de Mers-el-Kébir
- Port d'Oran  [16]

### Wilaya de Boumerdès

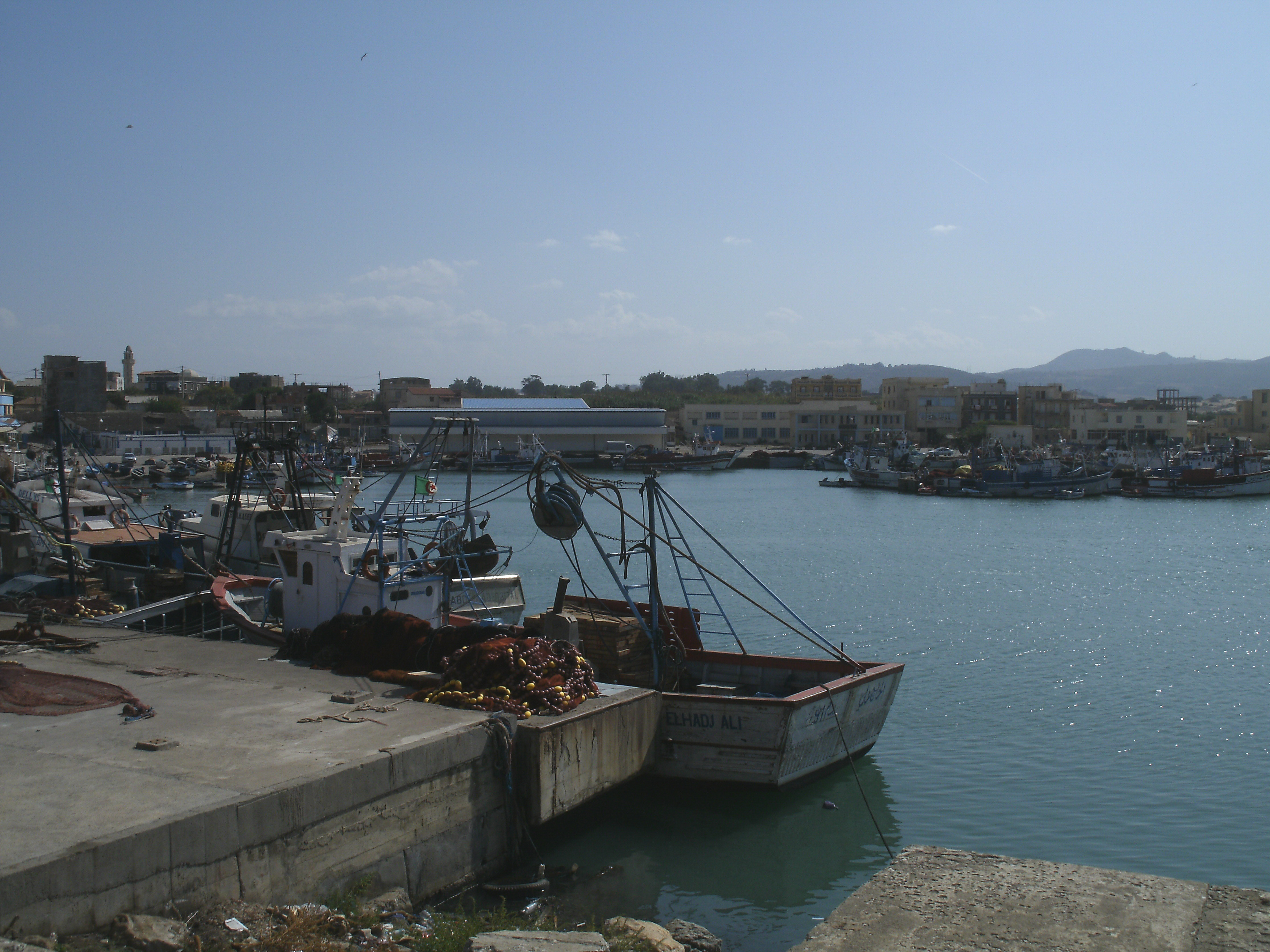
Port de Zemmouri.

La wilaya de Boumerdès comprend plusieurs ports.
- Port de Dellys (ar)
- Port de Djinet (ar)
- Port de Zemmouri (ar)

### Wilaya d'El Tarf

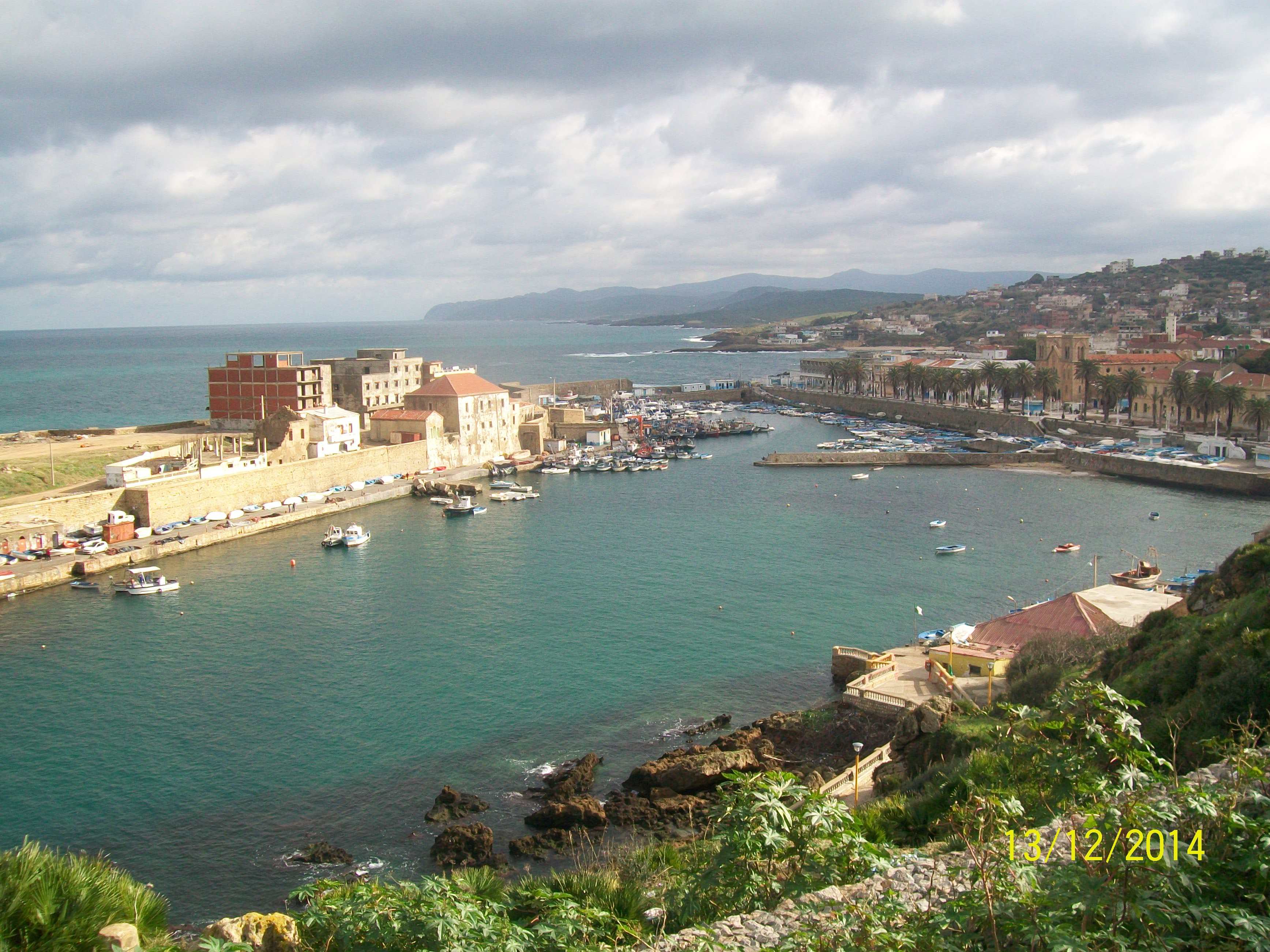
Port d'El Kala.

La wilaya d'El Tarf comprend plusieurs ports.
- Port d'El Kala
- Port d'El Tarf

### Wilaya de Tipaza

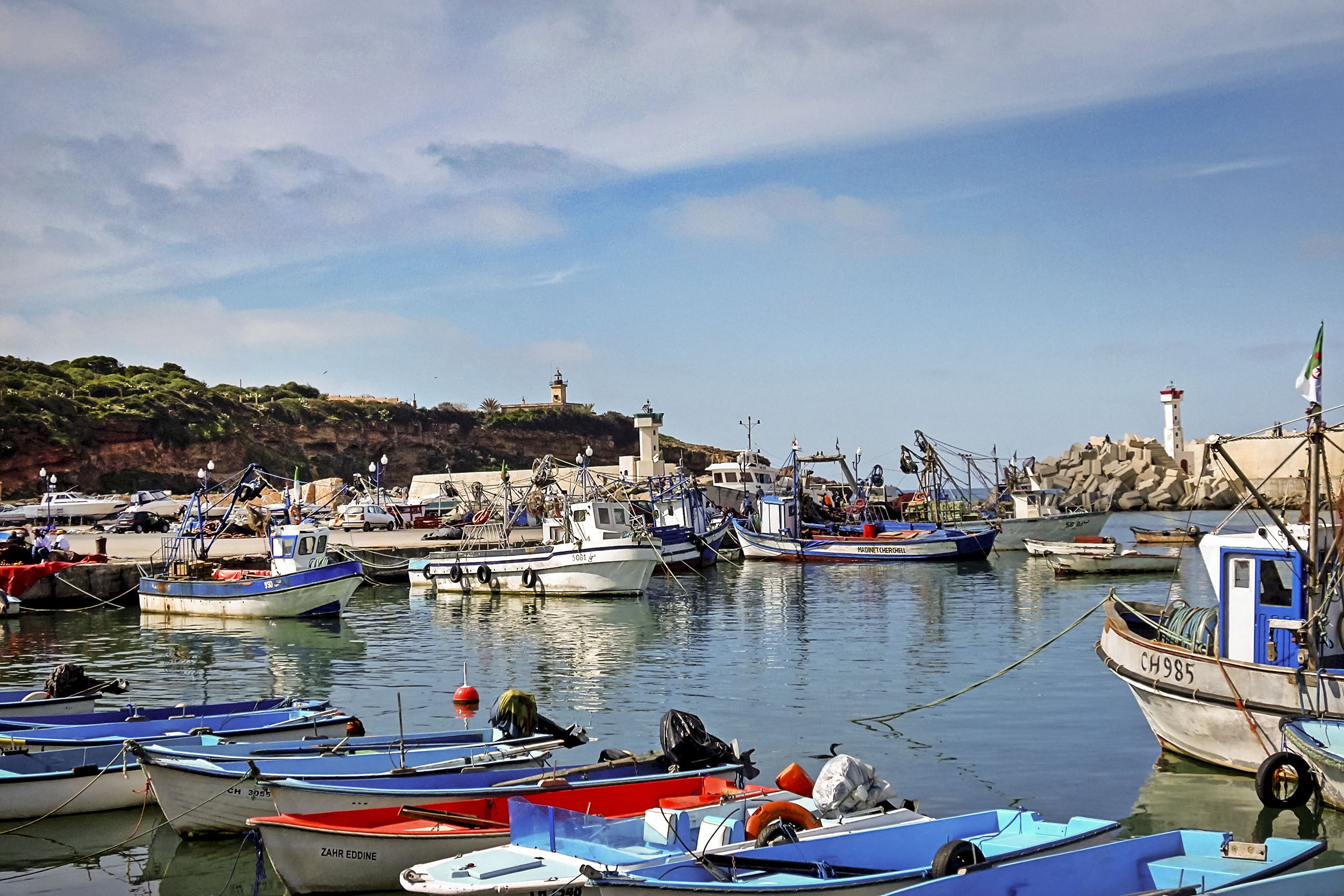
Port de Tipaza.

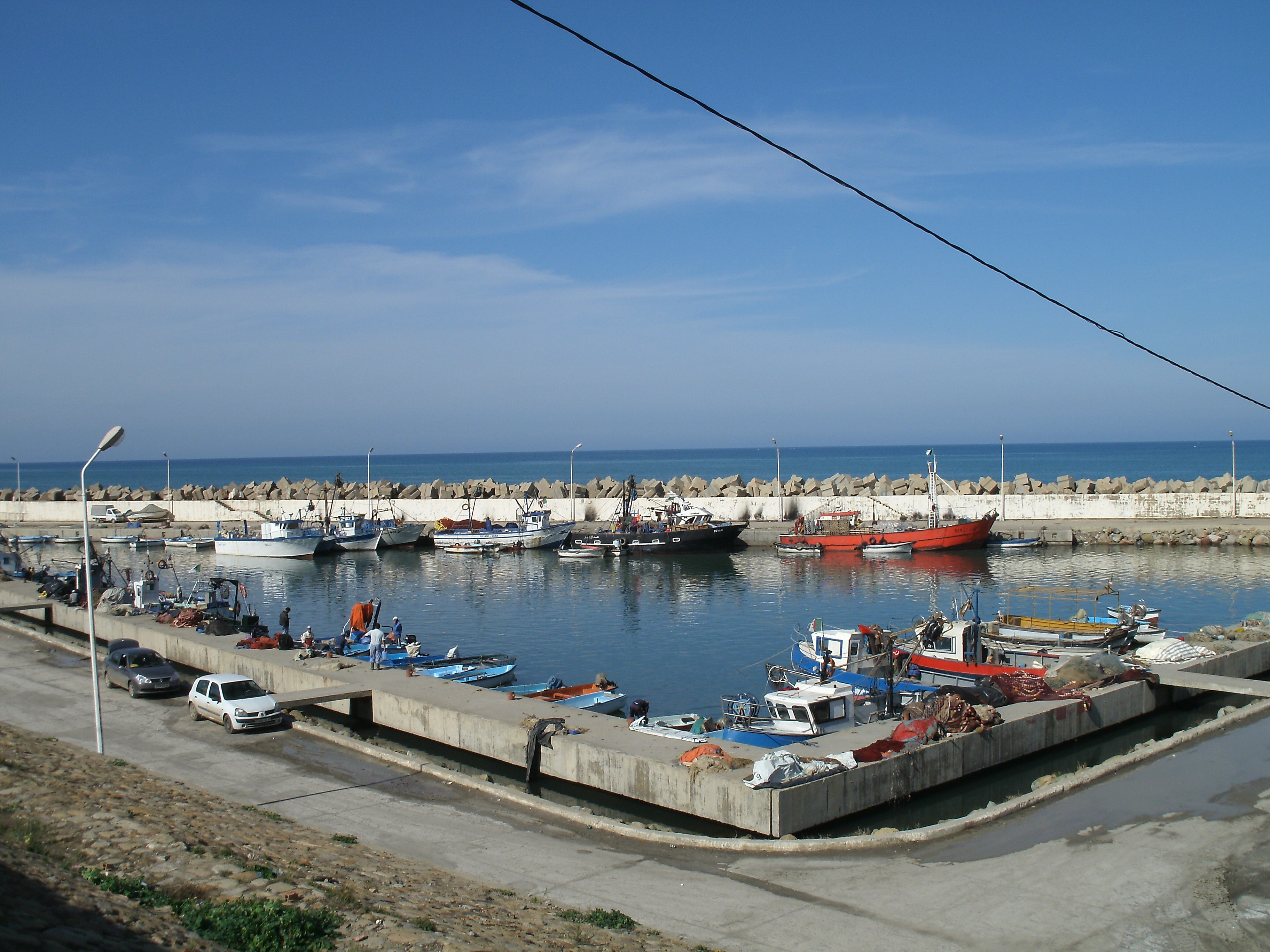
Port de Gouraya.

La wilaya de Tipaza comprend plusieurs ports.
- Port de Aïn Tagourait
- Port de Bouharoun
- Port de Bou Ismaïl
- Port de Cherchell [17]
- Port d'El Hamdania
- Port de Gouraya
- Port de Khemisti
- Port de Tipaza

### Wilaya de Aïn Témouchent

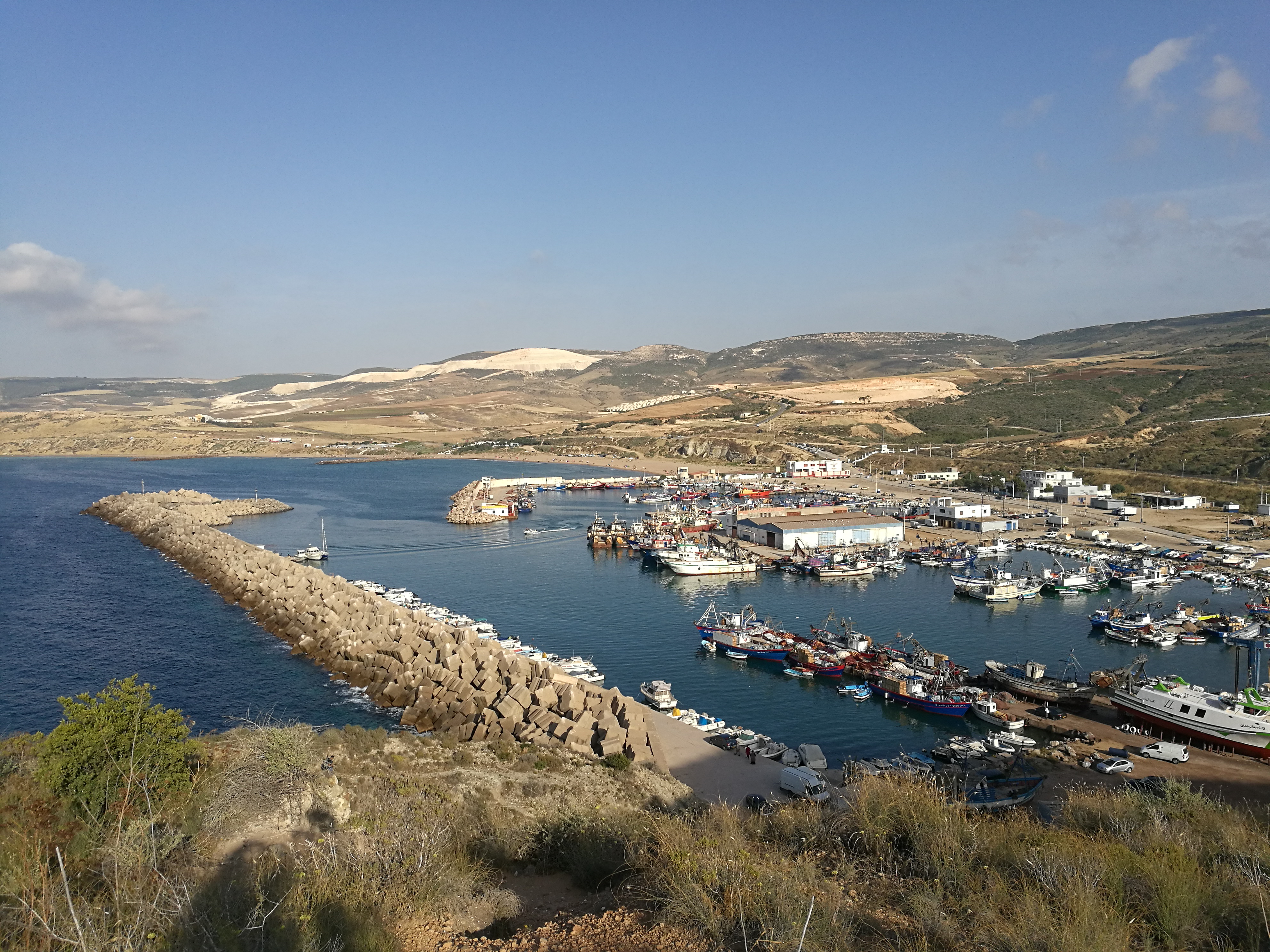
Port de Bouzedjar.

La wilaya de Aïn Témouchent comprend plusieurs ports.
- Port de Béni Saf
- Port de Oulhaça El Gheraba
- Port de Bouzedjar
- Port de Madagh